# Wicked (comédie musicale)
Pour les articles homonymes, voir Wicked.
Wicked, ou La Méchante en version francophone, est une comédie musicale américaine de Stephen Schwartz (paroles, musique) et Winnie Holzman (livret), créée le 30 octobre 2003 au George Gershwin Theatre de Broadway et jouée depuis le 27 septembre 2006 à l'Apollo Victoria Theatre du West End.
L'histoire s'inspire d'un roman de Gregory Maguire, Wicked : La Véritable Histoire de la méchante sorcière de l'Ouest, lui-même une réécriture du roman Le Magicien d'Oz de L. Frank Baum et du film de 1939 Le Magicien d'Oz.
La comédie musicale raconte l'histoire de la perspective des sorcières du Pays d'Oz ; l'intrigue se déroule avant et pendant le séjour de Dorothy Gale à Oz, et inclut de nombreuses références au roman de Baum et au film de 1939. Wicked raconte l'histoire de deux jeunes filles que tout oppose, Elphaba, la Méchante sorcière de l'Ouest, et Glinda, la Bonne, leur amitié tourmentée par leurs personnalités différentes et leur rivalité amoureuse, leur réaction face au gouvernement corrompu du Magicien d'Oz et la disgrâce d'Elphaba.
Produite par Universal Stage Productions en coalition avec Marc Platt, Jon B. Platt, mise en scène par Joe Mantello et chorégraphiée par Wayne Cilento, la production originale de Wicked joue sa première au George Gershwin Theatre de Broadway en octobre 2003, après plusieurs essais au Curren Theatre de San Francisco en mai et juin de la même année. La distribution originale inclut notamment Idina Menzel, Kristin Chenoweth et Joel Grey. La production originale de Broadway reçoit trois Tony Awards et sept Drama Desk Awards, tandis que l'album de la distribution originale reçoit un Grammy Award.
Wicked célèbre son seizième anniversaire à Broadway le 30 octobre 2019. Le 28 octobre 2019, avec 6 681 représentations, elle devient la cinquième comédie musicale la plus représentée à Broadway, derrière Cats et devant Les Misérables. Une représentation typique de Wicked dure deux heures et trente minutes avec un entracte de quinze minutes.
En mars 2016, Wicked dépasse le milliard de dollars de bénéfices généraux à Broadway et est la troisième comédie musicale de Broadway à détenir ce record, après The Phantom of the Opera et Le Roi lion. En juillet 2017, Wicked devient la deuxième comédie musicale de Broadway la plus financièrement rentable, derrière Le Roi lion et devant The Phantom of the Opera.
Une adaptation cinématographique du spectacle a été réalisée par Jon Chu. Divisée en deux parties, le premier film, qui adapte le premier acte, est sorti en 2024, tandis que le deuxième, qui adapte le deuxième acte, est prévu pour 2025.

## Résumé
Wicked s'intéresse aux événements du Pays d'Oz d'un point de vue différent. Une jeune femme, née avec la peau vert émeraude, intelligente et fougueuse, possède un talent extraordinaire. Elle rencontre une jeune femme blonde et pétillante extrêmement populaire. Leur rivalité se change en la plus improbable des amitiés, jusqu'à ce que le monde décide que l'une serait une Bonne sorcière et l'autre une Méchante sorcière...

### Acte I
Au Pays d'Oz, les Oziens se réjouissent de la défaite d'Elphaba, la Méchante sorcière de l'Ouest. Glinda, la Bonne, parle du passé d'Elphaba : la mère d'Elphaba avait eu une histoire amoureuse avec un marchand alors que le père d'Elphaba, le gouverneur du pays des Munchkins, était en voyage. Son amant lui donna un élixir vert qu'elle but. Elle tomba enceinte et donna naissance à une fille à la peau verte (No One Mourns The Wicked). Un Ozien demande à Glinda si elle et Elphaba étaient amies. Elle avoue que oui et commence à raconter l'histoire de leur amitié.
Une scène à l'Université de Shiz montre l'arrivée d'Elphaba avec son père et sa plus jeune sœur Nessarose (Dear Old Shiz). Nessarose, elle, n'est pas née avec la peau verte grâce aux fleurs de Cotoneaster lacteus que sa mère mâchait pendant sa grossesse. Le père d'Elphaba ne lui montre aucune affection à cause de sa peau et concentre toute son affection sur Nessarose, qui est physiquement handicapée à la suite d'une malformation de naissance qui cause la mort de leur mère en couche. En partant, il donne à Nessarose une paire de souliers argentés. La directrice de l'Université, Madame Morrible, décide de prendre Nessarose sous sa protection à cause de son handicap tandis qu'Elphaba devient la camarade de chambre de Galinda, au chagrin des deux jeunes filles. La colère d'Elphaba réveille ses pouvoirs qui ramène sa sœur auprès d'elle par télékinésie. Madame Morrible reconnaît les pouvoirs spéciaux d'Elphaba et décide de lui apprendre la sorcellerie. Elle dit à Elphaba que ses pouvoirs pourraient lui permettre d'un jour travailler pour le Magicien d'Oz, quelque chose dont Elphaba a toujours rêvé (The Wizard And I). Galinda et Elphaba se vouent une haine mutuelle (What Is This Feeling?) et se battent constamment, même pendant leurs cours, l'un d'entre eux étant soutenu par le Docteur Dillamond, une créature mi-homme, mi-chèvre, seul professeur animal de l'Université et qui commence à subir de la discrimination. Il explique à Elphaba que selon lui, quelque chose de mauvais arrive sur le pays, ce qui a notamment pour conséquence que certains animaux ne peuvent désormais plus parler, et qu'il veut en avertir le Magicien, qui saura sûrement trouver une solution (Something Bad).
Le Prince des Winkies, Fiyero Tiggular, arrive à l'Université de Shiz et introduit sa philosophie aux autres élèves (Dancing Through Life). Il organise également une fête le même soir où tout le monde est invité. Boq, un Munchkin avec le béguin pour Galinda, essaie de lui demander d'aller à la fête avec lui, mais elle le convainc d'aller plutôt demander à Nessarose afin qu'elle puisse y aller avec Fiyero, Nessarose, qui a le béguin pour Boq, est enchantée de la demande de ce dernier. Galinda donne à Elphaba un chapeau de sorcière noir pour le porter à la fête. À la fête ce soir-là, Boq essaie d'avouer à Nessarose la véritable raison de sa demande mais est trop gentil pour lui faire du mal. Nessarose continue de tomber amoureuse de lui.
Madame Morrible dit à Galinda qu'elle peut se joindre à la classe de sorcellerie, à la demande d'Elphaba, et lui donne une baguette magique. Elphaba arrive dans la classe en portant son chapeau de sorcière. Les autres élèves se moquent d'elle et la fusillent du regard en la voyant danser toute seule. Galinda, qui regrette sa blague, commence à danser avec Elphaba. Les autres élèves finissent par les rejoindre et les deux jeunes filles deviennent amies. De retour dans leur dortoir, elles continuent à renforcer leur amitié en se partageant leurs secrets. Galinda dit à Elphaba qu'elle prévoit de se marier avec Fiyero et Elphaba dit à Galinda qu'elle garde toujours sous son oreiller la bouteille d'élixir de sa mère. Elphaba avoue à Galinda qu'elle se sent responsable de la mort de sa mère. Galinda décide alors de relooker Elphaba (Popular).
Le lendemain, Docteur Dillamond annonce à ses élèves son excommunication. Elphaba décide de l'aider, mais aucun autre élève ne la suit. Plus tard, un professeur remplaçant arrive et présente aux élèves une cage contenant un lionceau et permettant de garder le contrôle sur les animaux afin qu'ils ne puissent plus apprendre à parler. La furie d'Elphaba ne pouvant être contrôlée, ses pouvoirs provoquent un vacarme dans la salle de classe. Avec l'aide de Fiyero, Elphaba vole le lionceau et s'échappe. Ils partagent un moment tendre avant qu'il ne parte libérer le lionceau. Elphaba se rappelle à quel point il est inutile de souhaiter que quelque chose arrive entre eux car il était amoureux de Galinda alors qu'il commence à pleuvoir (I'm Not That Girl). Madame Morrible dit à Elphaba que le Magicien a décidé de lui accorder une visite. Nessarose, Galinda et Fiyero viennent la voir. Fiyero, ignorant Galinda, offre à Elphaba un bouquet de coquelicots. Galinda essaie de gagner le respect de Fiyero en changeant son nom en Glinda, en hommage à Docteur Dillamond qui n'arrivait jamais à dire son prénom, mais Fiyero n'est pas impressionné et préfère dire au revoir à Elphaba. Cette dernière propose à Glinda de l'accompagner à la Cité d'Émeraude (One Short Day).
Les deux jeunes filles rencontrent le Magicien d'Oz, qui s'avère ne pas être aussi intimidant qu'elles le pensaient (A Sentimental Man). Il promet à Elphaba qu'il répondra à sa requête si elle montre ses preuves. Madame Morrible arrive ; elle est la nouvelle secrétaire du Magicien. Elle donne à Elphaba un livre de sorts nommé la Grimmerie, que seuls ceux dotés de pouvoirs peuvent consulter. Ils lui demandent d'effectuer un sort de lévitation sur Chistery, le servant simien du Magicien. Cependant, le sort ne s'envoie pas comme Elphaba le désire ; les ailes de Chistery se découvrent et Elphaba apprend que le Magicien est responsable de la suppression des capacités des animaux. Elle se rend compte que le Magicien n'a aucun pouvoir et n'est qu'un imposteur. Elle s'échappe mais Madame Morrible, pour empêcher que la vérité éclate, lance la rumeur selon laquelle Elphaba est une Méchante sorcière. Elle jure alors de prendre sa revanche. Elle lance un sort sur un balai et s'envole loin de la Cité d'Émeraude (Defying Gravity).

### Acte II
Quelque temps plus tard, l'opposition d'Elphaba au régime du Magicien lui a valu le titre de « Méchante sorcière de l'Ouest ». Glinda est devenue la figure populaire du régime du Magicien et s'est vu attribuer le titre de « Glinda la Bonne ». Elle est également la défenseure officielle du Magicien contre Elphaba (No One Mourns the Wicked (Reprise)). Une conférence de presse pour célébrer le placement de Fiyero en tant que capitaine de la garde, poste qu'il a accepté uniquement dans le but de retrouver Elphaba, est interrompue par les rumeurs de la foule concernant Elphaba : elle pourrait apparemment être anéantie en lui jetant de l'eau, ce qui la ferait fondre. Fiyero est incrédule et non convaincu par Glinda, qui insiste sur le fait qu'Elphaba ne souhaite pas être retrouvée. Il est d'autant plus énervé lorsque Madame Morrible annonce ses fiançailles avec Glinda, et il s'enfuit. Glinda tente de garder bonne figure devant le peuple mais se rend compte que son plus grand rêve est arrivé avec un lourd prix à payer (Thank Goodness).
Elphaba rend visite à Nessarose, maintenant gouverneure du pays des Munchkins depuis la mort de leur père. Nessarose a ôté les droits des Munchkins dans l'espoir désespéré de garder Boq à ses côtés. Elphaba tente de la convaincre de s'associer à elle contre le Magicien, mais Nessarose est plus concentrée sur ses propres problèmes. Elphaba tente d'aider sa sœur en lui offrant la capacité de marcher, en transformant les souliers argentés de son père en souliers de rubis.
Convaincue que Boq l'aimera à présent, elle l'appelle, mais celui-ci voit cela comme une preuve qu'elle n'a plus besoin de lui et ainsi comme une opportunité d'avouer son amour à Glinda avant qu'elle ne se marie avec Fiyero. Blessée, Nessarose prend le grimoire d'Elphaba pour lancer un sort d'amour à Boq. Cependant, Nessarose prononce mal le sortilège et détruit le cœur de Boq. Elle devient la Méchante sorcière de l'Est (The Wicked Witch Of The East). Elphaba parvient à jeter un autre sort pour lui sauver la vie, mais dans une condition différente d'auparavant. Elle dit ensuite à Nessarose qu'elle doit retourner au palais du Magicien pour libérer les singes, mais Nessarose sait que c'est en réalité pour retrouver Fiyero. À son réveil, Boq est horrifié de découvrir qu'il est devenu un homme de fer blanc et fuit le manoir de Nessarose.
Elphaba retourne au palais du Magicien afin de libérer les singes serviteurs et faire face au Magicien. Il tente une nouvelle fois de la convaincre de travailler avec lui, en lui disant qu'il n'est pas méchant mais juste un homme arrivé à sa position par chance. Il propose à Elphaba de redorer sa réputation (Wonderful). Elle est presque conquise, avant de voir Docteur Dillamond, qui a perdu l'usage de la parole, sous une couverture. Énervée, elle accuse le Magicien, qui appelle ses gardes pour l'arrêter. Fireyo et les gardes entrent, suivis de Glinda. Fiyero aide Elphaba à s'enfuir et part avec elle. Bien que profondément émue par la trahison de Fiyero (I'm Not That Girl (Reprise)), Glinda suggère au Magicien et à Madame Morrible d'attirer Elphaba en utilisant sa sœur Nessarose comme leurre, en laissant s'échapper une rumeur annonçant sa détresse. Madame Morrible acquiesce et conjure une tornade.
Elphaba et Fiyero sont pris par surprise par la force de leurs sentiments mutuels et, bien que sachant qu'il n'y a pas d'espoir pour leur couple, profitent d'être ensemble à cet instant (As Long As You're Mine). Leur bonheur est interrompu quand Elphaba a une vision de Nessarose en danger et d'une maison volant dans une tornade. Avant qu'elle ne parte, Fiyero parle à Elphaba d'un château appartenant à sa famille et dans lequel elle pourrait séjourner.
Glinda et Elphaba se rencontrent au pays des Munchkins, où Nessarose a été écrasée par une maison dans laquelle se trouvent une jeune fille, Dorothy Gale, et un chien, Toto. En arrivant, Elphaba découvre que Glinda a donné à Dorothy les souliers de rubis de Nessarose et l'a envoyée sur la route de brique jaune. Enivrées par leur rivalité envers Fiyero, elles se battent. Les gardes arrivent pour arrêter Elphaba. Fiyero arrive et tient Glinda en otage tant qu'Elphaba n'est pas libérée. Glinda demande aux gardes de ne pas faire de mal à Fiyero, mais ils ne l'écoutent pas et décident de l'emmener dans un champ de maïs où ils pourront l'interroger et le torturer. Elphaba tente de lui jeter un sort de protection mais est bafouée par les limitations de ses pouvoirs. Elle décide qu'à partir de maintenant, elle vivra pour faire honneur à sa réputation (No Good Deed).
Plus tard, dans la Cité d'Émeraude, les citoyens s'unissent et déclarent la guerre à Elphaba. Pendant ce temps, Glinda découvre que Madame Morrible, capable de contrôler le climat, est responsable de la mort de Nessarose. Glinda vole en détresse pour prévenir Elphaba, tandis que les citoyens énervés se dirigent vers le château où la Méchante sorcière réside (March Of The Witch Hunters).
De retour au château, Elphaba a capturé Dorothy et Toto, les tenant en otage jusqu'à ce que Dorothy lui donne les souliers de rubis, seul souvenir de sa défunte sœur. Glinda arrive pour prévenir son amie du danger et pour la persuade de laisser partir Dorothy et Toto. Elphaba refuse avant de recevoir une lettre lui annonçant la mort de Fiyero. Les deux femmes se pardonnent, réalisant leurs erreurs. Pour l'aider à l'avenir, Elphaba donne son grimoire à Glinda. Les deux amies s'embrassent une dernière fois avant de se quitter (For Good). Alors que les citoyens arrivent, Elphaba dit à Glinda de se cacher, qui voit, sans pouvoir l'aider, la sorcière de l'Ouest recevoir un seau d'eau de la part de Dorothy et fondre. Effondrée, Glinda récupère ce qui reste de son amie : son chapeau de sorcière et la bouteille d'élixir de sa mère.
À la Cité d'Émeraude, Glinda fait face au Magicien avec la bouteille d'Elphaba, similaire à celle qu'il possède. Il découvre qu'il est alors le père biologique d'Elphaba, l'amant de sa mère et la raison de la couleur de sa peau. Il s'effondre et Madame Morrible se rend compte que la puissance des pouvoirs d'Elphaba venait de l'union des deux mondes auxquels elle appartenait. Glinda bannit le Magicien du Pays d'Oz et envoie Madame Morrible en prison.
Pendant ce temps, au château, Fiyero, qui est devenu un épouvantail, retourne à l'endroit de la mort d'Elphaba. Il frappe sur le sol et d'une trappe sort Elphaba, vivante ; elle avait mis en scène sa mort pour convaincre ses ennemis et ainsi pouvoir être avec Fiyero, transformé en épouvantail à la suite de son sortilège. Avant de partir, Elphaba regrette de ne plus jamais pouvoir voir Glinda et lui dire qu'elle est vivante.
La pièce revient à son point de départ. Glinda finit son histoire et promet au peuple du Pays d'Oz de faire honneur à son titre Glinda la Bonne. Alors que le peuple célèbre et que Glinda pleure en silence, Elphaba et Fiyero quittent Oz (Finale).

## Fiche technique
- Titre : Wicked
- Livret : Winnie Holzman d'après Gregory Maguire
- Paroles : Stephen Schwartz
- Musique : Stephen Schwartz
- Mise en scène : Joe Mantello
- Chorégraphie : Wayne Cilento
- Direction musicale : Stephen Oremus
- Orchestrations : William David Brohn, Alex Lacamoire, Stephen Oremus et James Lynn Abbott
- Décors : Eugene Lee
- Costumes : Susan Hilferty
- Lumières : Kenneth Posner
- Producteur : Marc Platt, Jon B. Platt, David Stone, Universal Pictures, The Araca Group
- Date de première : 30 octobre 2003, George Gershwin Theatre, Broadway

## Personnages et distribution
| Personnage        | Description                                                                      | Essais de San Francisco 2003 | Distribution originale à Broadway 2003 | Première tournée nationale 2005 | Distribution originale à Chicago 2005 | Distribution originale dans le West End 2006 | Distribution originale à Los Angeles 2007 | Distribution originale à Melbourne 2008 | Distribution originale à San Francisco 2009 | Deuxième tournée nationale 2009 |
| ----------------- | -------------------------------------------------------------------------------- | ---------------------------- | -------------------------------------- | ------------------------------- | ------------------------------------- | -------------------------------------------- | ----------------------------------------- | --------------------------------------- | ------------------------------------------- | ------------------------------- |
| Elphaba           | Héroïne à la peau verte, elle devient la Méchante sorcière de l'Ouest.           | Idina Menzel                 | Idina Menzel                           | Stephanie J. Block              | Ana Gasteyer                          | Idina Menzel                                 | Eden Espinosa                             | Amanda Harrison                         | Teal Wicks                                  | Marcie Dodd                     |
| Galinda / Glinda  | Ennemie puis meilleure amie d'Elphaba, elle devient Glinda la Bonne.             | Kristin Chenoweth            | Kristin Chenoweth                      | Kendra Kassebaum                | Kate Reinders                         | Helen Dallimore                              | Megan Hilty                               | Lucy Durack                             | Kendra Kassebaum                            | Heléne Yorke                    |
| Fiyero            | Prince rebelle dont Elphaba et Glinda sont amoureuses, il devient l'épouvantail. | Norbert Leo Butz             | Norbert Leo Butz                       | Derrick Williams                | Kristoffer Cusick                     | Adam Garcia                                  | Kristoffer Cusick                         | Rob Mills                               | Nicolas Dromard                             | Colin Donnell                   |
| Le Magicien d'Oz  | Imposteur, personnage le plus puissant et le plus apprécié d'Oz.                 | Robert Morse                 | Joel Grey                              | David Garrison                  | Gene Weygandt                         | Nigel Planer                                 | John Rubinstein                           | Rob Guest                               | David Garrison                              | Tom McGowan                     |
| Madame Morrible   | Directrice de l'Université de Shiz.                                              | Carole Shelley               | Carole Shelley                         | Carol Kane                      | Rondi Reed                            | Miriam Margolyes                             | Carol Kane                                | Maggie Kirkpatrick                      | Carol Kane                                  | Marilyn Caskey                  |
| Nessarose         | Petite sœur d'Elphaba, elle devient la Méchante sorcière de l'Est.               | Michelle Federer             | Michelle Federer                       | Jenna Leigh Green               | Heidi Kettenring                      | Katie Rowley Jones                           | Jenna Leigh Green                         | Penny McNamee                           | Deedee Magno Hall                           | Kristine Reese                  |
| Boq               | Munchkin dont Nessarose est amoureuse, il devient l'homme de fer-blanc.          | Kirk McDonald                | Christopher Fitzgerald                 | Logan Lipton                    | Telly Leung                           | James Gillan                                 | Adam Wylie                                | Anthony Callea                          | Eddy Rioseco                                | Ted Ely                         |
| Docteur Dillamond | Professeur mi-homme, mi-chèvre de Shiz.                                          | John Horton                  | William Youmans                        | Timothy Britten Parker          | Steven Skybell                        | Martin Ball                                  | Timothy Britten Parker                    | Rodney Dobson                           | Tom Flynn                                   | David DeVries                   |

## Numéros musicaux
| Acte I - Overture (« Ouverture ») – Orchestre - No One Mourns the Wicked (« Personne ne pleure les méchants ») – Glinda, le père, la mère, la sage-femme, l'amant et les citoyens d'Oz - Dear Old Shiz (« Bon vieux Shiz ») – Galinda et les étudiants de Shiz - The Wizard and I (« Le Magicien et moi ») – Madame Morrible et Elphaba - What Is This Feeling? (« Quel est ce sentiment ? ») – Galinda, Elphaba et les étudiants de Shiz - Something Bad (« Quelque chose de mal ») – Docteur Dillamond et Elphaba - Dancing Through Life (« Vivre la vie en dansant ») – Fiyero, Galinda, Boq, Nessarose, Elphaba et les étudiants de Shiz - Popular (« Populaire ») – Galinda - I'm Not That Girl (« Je ne suis pas cette fille ») – Elphaba - The Wizard and I (Reprise) (« Le Magicien et moi (Reprise) ») – Madame Morrible et Elphaba - One Short Day (« Rien qu'une journée ») – Elphaba, Glinda et les citoyens de la Cité d'Émeraude - A Sentimental Man (« Un homme sentimental ») – Le Magicien - Defying Gravity (« Défier la gravité ») – Elphaba, Glinda et les citoyens d'Oz | Acte II - No One Mourns the Wicked (Reprise) (« Personne ne pleure les méchants (Reprise) ») – Les citoyens d'Oz - Thank Goodness (« Dieu merci ») – Glinda, Madame Morrible et les citoyens d'Oz - The Wicked Witch of the East (« La Méchante sorcière de l'Est ») – Nessarose, Elphaba et Boq - Wonderful (« Merveilleux ») – Le Magicien et Elphaba - I'm Not That Girl (Reprise) (« Je ne suis pas cette fille (Reprise) ») – Glinda - As Long as You're Mine (« Tant que tu es avec moi ») – Elphaba et Fiyero - No Good Deed (« Aucune bonne action ») – Elphaba - March of the Witch Hunters (« La marche des chasseurs de sorcières ») – L'homme de fer-blanc et les citoyens d'Oz - For Good (« Pour de bon ») – Elphaba et Glinda - Finale (« Personne ne pleure les méchants (Reprise) / Pour de bon (Reprise) ») – Glinda, Elphaba et les citoyens d'Oz |

NB : The Wicked Witch of the East (« La Méchante sorcière de l'Est ») est la seule œuvre majeure à avoir été supprimée de l'album original car les producteurs pensaient que l'enregistrement contenaient trop de dialogues qui révéleraient des parties de l'histoire à ceux qui n'avaient pas vu la pièce.

## Distinctions

### Récompenses
| Année | Production        | Cérémonie                   | Catégorie                                                                   | Nomination                                                      |
| ----- | ----------------- | --------------------------- | --------------------------------------------------------------------------- | --------------------------------------------------------------- |
| 2004  | Broadway          | Drama Desk Awards           | Meilleure comédie musicale                                                  | Meilleure comédie musicale                                      |
| 2004  | Broadway          | Drama Desk Awards           | Meilleures paroles dans une comédie musicale                                | Stephen Schwartz                                                |
| 2004  | Broadway          | Drama Desk Awards           | Meilleur livret dans une comédie musicale                                   | Winnie Holzman                                                  |
| 2004  | Broadway          | Drama Desk Awards           | Meilleure mise en scène dans une comédie musicale                           | Joe Mantello                                                    |
| 2004  | Broadway          | Drama Desk Awards           | Meilleures orchestrations dans une comédie musicale                         | William David Brohn                                             |
| 2004  | Broadway          | Drama Desk Awards           | Meilleurs décors dans une comédie musicale                                  | Eugene Lee                                                      |
| 2004  | Broadway          | Drama Desk Awards           | Meilleurs costumes dans une comédie musicale                                | Susan Hilferty                                                  |
| 2004  | Broadway          | Drama League Awards         | Meilleure mise en scène dans une comédie musicale                           | Meilleure mise en scène dans une comédie musicale               |
| 2004  | Broadway          | Eddy Awards                 | Meilleurs costumes dans une comédie musicale                                | Susan Hilferty                                                  |
| 2004  | Broadway          | Outer Critics Circle Awards | Meilleure comédie musicale à Broadway                                       | Meilleure comédie musicale à Broadway                           |
| 2004  | Broadway          | Outer Critics Circle Awards | Meilleure mise en scène dans une comédie musicale                           | Joe Mantello                                                    |
| 2004  | Broadway          | Outer Critics Circle Awards | Meilleurs décors dans une comédie musicale                                  | Eugene Lee                                                      |
| 2004  | Broadway          | Outer Critics Circle Awards | Meilleurs costumes dans une comédie musicale                                | Susan Hilferty                                                  |
| 2004  | Broadway          | Tony Awards                 | Meilleure actrice dans une comédie musicale                                 | Idina Menzel                                                    |
| 2004  | Broadway          | Tony Awards                 | Meilleurs décors                                                            | Eugene Lee                                                      |
| 2004  | Broadway          | Tony Awards                 | Meilleurs costumes                                                          | Susan Hilferty                                                  |
| 2005  | Broadway          | Grammy Awards               | Meilleur album de comédie musicale                                          | Wicked (Original Broadway Cast Recording)                       |
| 2006  | Tournée nationale | Carbonell Awards            | Meilleure mise en scène dans une comédie musicale non-résidente             | Meilleure mise en scène dans une comédie musicale non-résidente |
| 2006  | Tournée nationale | Carbonell Awards            | Meilleure actrice dans une comédie musicale non-résidente                   | Stephanie J. Block                                              |
| 2006  | Tournée nationale | Carbonell Awards            | Meilleur acteur dans un second rôle dans une comédie musicale non-résidente | David Garrison                                                  |
| 2006  | Tournée nationale | Carbonell Awards            | Meilleure mise en scène dans une comédie musicale non-résidente             | Joe Mantello                                                    |
| 2006  | Tournée nationale | Carbonell Awards            | Meilleurs décors dans une comédie musicale non-résidente                    | Eugene Lee                                                      |
| 2006  | Tournée nationale | Carbonell Awards            | Meilleurs costumes dans une comédie musicale non-résidente                  | Susan Hilferty                                                  |
| 2006  | Tournée nationale | Carbonell Awards            | Meilleures lumières dans une comédie musicale non-résidente                 | Kenneth Posner                                                  |
| 2006  | Tournée nationale | Helen Hayes Awards          | Meilleure actrice dans une comédie musicale non-résidente                   | Stephanie J. Block                                              |
| 2006  | Tournée nationale | Touring Broadway Awards     | Meilleure nouvelle comédie musicale                                         | Meilleure nouvelle comédie musicale                             |
| 2006  | Tournée nationale | Touring Broadway Awards     | Meilleure musique                                                           | Stephen Schwartz                                                |
| 2006  | Tournée nationale | Touring Broadway Awards     | Meilleure scénographie                                                      | Eugene Lee, Susan Hilferty, Kenneth Posner                      |
| 2008  | Melbourne         | Green Room Awards           | Meilleure actrice dans un second rôle dans une comédie musicale             | Penny McNamee                                                   |
| 2008  | Melbourne         | Green Room Awards           | Meilleure direction musicale dans une comédie musicale                      | Kellie Dickerson                                                |
| 2008  | Melbourne         | Green Room Awards           | Meilleure direction artistique dans une comédie musicale                    | Eugene Lee, Susan Hilferty                                      |
| 2008  | Melbourne         | Green Room Awards           | Meilleures lumières et meilleur son dans une comédie musicale               | Kenneth Posner                                                  |
| 2009  | Londres           | Women of the Future Awards  | Women of the Future Art and Culture                                         | Alexia Khadime, Dianne Pilkington                               |
| 2009  | Melbourne         | Helpmann Awards             | Meilleure comédie musicale                                                  | Meilleure comédie musicale                                      |
| 2009  | Melbourne         | Helpmann Awards             | Meilleur acteur dans un second rôle dans une comédie musicale               | Rob Guest                                                       |
| 2009  | Melbourne         | Helpmann Awards             | Meilleure chorégraphie dans une comédie musicale                            | Wayne Cilento                                                   |
| 2009  | Melbourne         | Helpmann Awards             | Meilleurs décors dans une comédie musicale                                  | Eugene Lee                                                      |
| 2009  | Melbourne         | Helpmann Awards             | Meilleurs costumes dans une comédie musicale                                | Susan Hilferty                                                  |

### Nominations
| Année | Production        | Cérémonie                   | Catégorie                                                       | Nomination                               |
| ----- | ----------------- | --------------------------- | --------------------------------------------------------------- | ---------------------------------------- |
| 2004  | Broadway          | Drama Desk Awards           | Meilleure musique dans une comédie musicale                     | Stephen Schwartz                         |
| 2004  | Broadway          | Drama Desk Awards           | Meilleure actrice dans une comédie musicale                     | Idina Menzel                             |
| 2004  | Broadway          | Drama Desk Awards           | Meilleure actrice dans une comédie musicale                     | Kristin Chenoweth                        |
| 2004  | Broadway          | Drama Desk Awards           | Meilleures lumières dans une comédie musicale                   | Kenneth Posner                           |
| 2004  | Broadway          | Drama League Awards         | Meilleure performance dans une comédie musicale                 | Idina Menzel                             |
| 2004  | Broadway          | Drama League Awards         | Meilleure performance dans une comédie musicale                 | Kristin Chenoweth                        |
| 2004  | Broadway          | Outer Critics Circle Awards | Meilleure actrice dans une comédie musicale                     | Idina Menzel                             |
| 2004  | Broadway          | Outer Critics Circle Awards | Meilleure actrice dans une comédie musicale                     | Kristin Chenoweth                        |
| 2004  | Broadway          | Outer Critics Circle Awards | Meilleur acteur dans un second rôle dans une comédie musicale   | Joel Grey                                |
| 2004  | Broadway          | Outer Critics Circle Awards | Meilleure actrice dans un second rôle dans une comédie musicale | Carole Shelley                           |
| 2004  | Broadway          | Outer Critics Circle Awards | Meilleure chorégraphie dans une comédie musicale                | Wayne Cilento                            |
| 2004  | Broadway          | Outer Critics Circle Awards | Meilleures lumières dans une comédie musicale                   | Kenneth Posner                           |
| 2004  | Broadway          | Tony Awards                 | Meilleure comédie musicale                                      | Meilleure comédie musicale               |
| 2004  | Broadway          | Tony Awards                 | Meilleure partition originale                                   | Stephan Schwartz                         |
| 2004  | Broadway          | Tony Awards                 | Meilleur livret de comédie musicale                             | Winnie Holzman                           |
| 2004  | Broadway          | Tony Awards                 | Meilleure actrice dans une comédie musicale                     | Kristin Chenoweth                        |
| 2004  | Broadway          | Tony Awards                 | Meilleure chorégraphie                                          | Wayne Cilento                            |
| 2004  | Broadway          | Tony Awards                 | Meilleures lumières                                             | Kenneth Posner                           |
| 2006  | Tournée nationale | Helen Hayes Awards          | Meilleure comédie musicale non-résidente                        | Meilleure comédie musicale non-résidente |
| 2006  | Tournée nationale | Helen Hayes Awards          | Meilleure actrice dans une comédie musicale non-résidente       | Kendra Kassebaum                         |
| 2006  | Chicago           | Joseph Jefferson Awards     | Meilleure comédie musicale                                      | Meilleure comédie musicale               |
| 2006  | Chicago           | Joseph Jefferson Awards     | Meilleure actrice dans une comédie musicale                     | Ana Gasteyer                             |
| 2006  | Chicago           | Joseph Jefferson Awards     | Meilleure actrice dans une comédie musicale                     | Kate Reinders                            |
| 2006  | Chicago           | Joseph Jefferson Awards     | Meilleure actrice dans un second rôle dans une comédie musicale | Rondi Reed                               |
| 2006  | Chicago           | Joseph Jefferson Awards     | Meilleure mise en scène dans une comédie musicale               | Joe Mantello                             |
| 2007  | Londres           | Laurence Olivier Awards     | Meilleure mise en scène dans une comédie musicale               | Joe Mantello                             |
| 2007  | Londres           | Laurence Olivier Awards     | Meilleurs costumes dans une comédie musicale                    | Susan Hilferty                           |
| 2007  | Londres           | Laurence Olivier Awards     | Meilleures lumières dans une comédie musicale                   | Kenneth Posner                           |
| 2007  | Londres           | Laurence Olivier Awards     | Meilleurs décors dans une comédie musicale                      | Eugene Lee                               |
| 2008  | Melbourne         | Green Room Awards           | Meilleure comédie musicale                                      | Meilleure comédie musicale               |
| 2008  | Melbourne         | Green Room Awards           | Meilleure actrice dans une comédie musicale                     | Lucy Durack                              |
| 2008  | Melbourne         | Green Room Awards           | Meilleure actrice dans une comédie musicale                     | Amanda Harrison                          |
| 2008  | Melbourne         | Green Room Awards           | Meilleure mise en scène dans une comédie musicale               | Lisa Leguilliou                          |
| 2008  | Melbourne         | Green Room Awards           | Meilleure chorégraphie dans une comédie musicale                | Wayne Cilento                            |
| 2009  | Melbourne         | Helpmann Awards             | Meilleure musique dans une comédie musicale                     | Stephen Schwartz                         |
| 2009  | Melbourne         | Helpmann Awards             | Meilleure actrice dans une comédie musicale                     | Lucy Durack                              |
| 2009  | Melbourne         | Helpmann Awards             | Meilleure actrice dans une comédie musicale                     | Amanda Harrison                          |
| 2009  | Melbourne         | Helpmann Awards             | Meilleure actrice dans un second rôle dans une comédie musicale | Maggie Kirkpatrick                       |
| 2009  | Melbourne         | Helpmann Awards             | Meilleures lumières dans une comédie musicale                   | Kenneth Posner                           |
| 2009  | Melbourne         | Helpmann Awards             | Meilleur son dans une comédie musicale                          | Tony Meola                               |
| 2009  | Melbourne         | Sydney Theatre Awards       | Meilleure comédie musicale                                      | Meilleure comédie musicale               |
| 2009  | Melbourne         | Sydney Theatre Awards       | Meilleure actrice dans une comédie musicale                     | Lucy Durack                              |
| 2009  | Melbourne         | Sydney Theatre Awards       | Meilleure actrice dans une comédie musicale                     | Amanda Harrison                          |

## Histoire de la production à Broadway

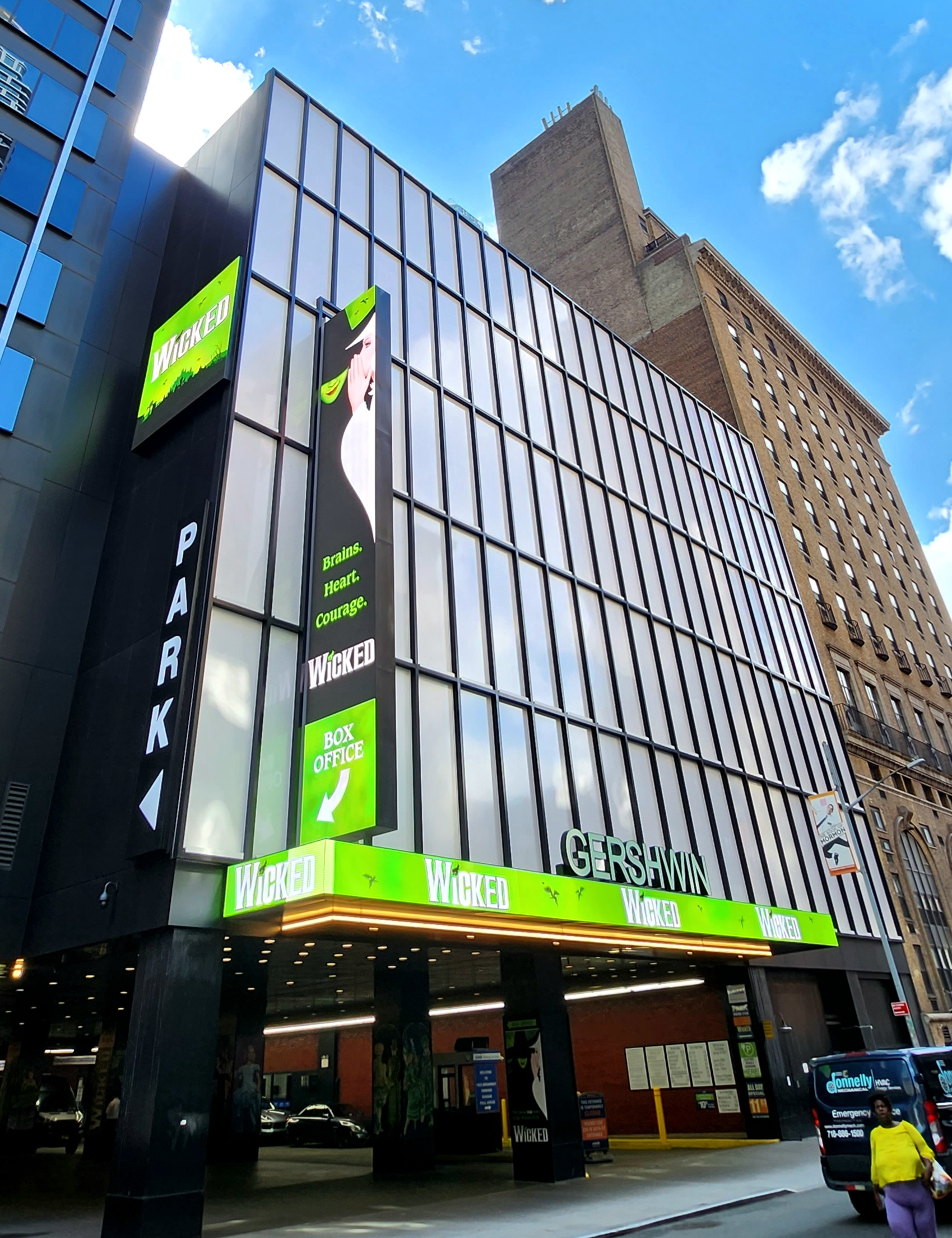
Le théâtre Gershwin, à Broadway, là où se joue la production originale.

Peu après la sortie de la nouvelle de Maguire en 1995, le producteur Marc E. Platt commence à développer une adaptation cinématographique produite par Universal Pictures, en collaboration avec la compagnie de production de Demi Moore, Moving Pictures. Platt est contacté par Stephen Schwarz en 1997, qui réussit à le convaincre que l'histoire serait plus intéressante sous la forme d'une comédie musicale. Platt, Schwartz, et l'écrivain Winnie Holzman commencent à développer la comédie à Los Angeles. La première a lieu en 2000. Kristin Chenoweth rejoint le projet pour le rôle de Glinda, puis Stephanie J. Block pour le rôle d'Elphaba avant d'être remplacée par Idina Menzel en 2001.
Après un essai dans la banlieue de San Francisco, la production originale de Broadway de Wicked joue pour la première fois au théâtre Gershwin, à Broadway, le 8 octobre 2003, et ouvre officiellement le 30 octobre. L'équipe était formée de Kristin Chenoweth dans le rôle de Glinda, Idina Menzel en Elphaba, et Joel Grey jouait le rôle du Magicien d'Oz.

### Accueil par le public
Malgré les différentes critiques des magazines, la popularité de Wicked est surtout due au bouche à oreille. Les artistes et les spectateurs ont apprécié ce spectacle pour sa façon d'exposer des thèmes comme les femmes, l'amitié, les normes sociales, alors que d'autres attribuent ce succès à la reprise d'un univers connu : celui d'Oz.
Wicked a été nommé pour dix Tony Awards, dont le Tony Award pour la meilleure comédie musicale. Idina Menzel (qui joue Elphaba) a été nommée Meilleure actrice de comédie musicale, Eugene Lee a obtenu le Tony Award du meilleur décor et Susan Hilferty a été récompensée pour les costumes. L'enregistrement de la comédie a reçu le Grammy Award du meilleur album de comédie musicale en 2005 et a été certifié disque de platine par le RIAA le 30 novembre 2006.
Avec un budget de 14 millions de dollars, Wicked a totalement amorti son investissement de départ le 21 décembre 2004. Rien que la première année, 56 millions de dollars ont été récoltés. Le spectacle, joué devant une foule grandissante, engrange plus d'un million de dollars toutes les semaines selon le site playbill.com  .
À la fin de la première semaine de janvier 2006, il a été annoncé que Wicked avait battu le record du plus grand bénéfice hebdomadaire de l'histoire de Broadway, avec 1 610 934 dollars, un record précédemment détenu par The Producers.
Le spectacle a battu son propre record le 26 novembre 2006, avec un bénéfice hebdomadaire de 1 715 155 dollars .
La 1 000e représentation de Wicked a été célébrée le 23 mars 2006.
Depuis, plusieurs productions de Wicked ont été créées, autant à l'intérieur qu'à l'extérieur des États-Unis (Angleterre, Allemagne, Japon...)

## Impact culturel
Le succès de la comédie musicale Wicked a rendu célèbre de nombreuses chansons originales et est à l'origine de nombreuses références aux personnages ou aux chansons de la pièce dans la culture populaire.
La production de Broadway apparaît dans de nombreux épisodes de séries télévisées, comme dans Brothers and Sisters et La Guerre à la maison.
Dans le sixième épisode de la deuxième saison de la série Ugly Betty, le rendez-vous galant du personnage principal a lieu devant Wicked. Dans le quinzième épisode de la première saison, Betty explique en achetant les tickets de la comédie musicale qu'elle s'identifie à Elphaba et à son statut d'outsider dans un environnement centré sur l'apparence.
Dans le neuvième épisode de la vingt-deuxième saison de Les Simpson, la comédie musicale se représente à Springfield.
Dans le onzième épisode de la quinzième saison de South Park, Wicked ainsi que d'autres comédies musicales sont utilisées pour présenter des messages subliminaux.
Dans le neuvième épisode de la quinzième saison de Les Griffin, un personnage fait une blague sur l'homosexualité du public de Wicked.
La série télévisée Glee offre quatre réinterprétations de différentes chansons de la comédie musicale Wicked : dans le neuvième épisode de la première saison, Rachel Berry et Kurt Hummel chantent Defying Gravity ; dans le vingt-deuxième épisode de la deuxième saison, Rachel Berry et Kurt Hummel chantent For Good ; dans le douzième épisode de la cinquième saison, Rachel Berry, Kurt Hummel et Mercedes Jones chantent Defying Gravity ; dans le douzième épisode de la sixième saison, Rachel Berry et Kurt Hummel chantent Popular.
Dans le dix-huitième épisode de la première saison de New Girl, Winston chante les chansons Defying Gravity et Popular.
La chanson Popular est présente dans le film Bienvenue à Zombieland.
La chanson Libérée, délivrée du film acclamé La Reine des Neiges est souvent comparée à Defying Gravity de par son thème et son style de chant similaire, mais plus particulièrement par sa chanteuse, Idina Menzel, actrice originale d'Elphaba dans la production de Wicked de Broadway. De plus, Willemijn Verkaik, actrice d'Elphaba dans les productions allemandes et néerlandaises de la comédie musicale, double le rôle d'Elsa dans les versions allemande et néerlandaise de La Reine des Neiges, à l’instar de Maria Lucia Heiberg Rosenberg au Danemark et de Park Hye-Na en Corée du Sud. Dans la comédie musicale La Reine des Neiges, la chanson Monster, chantée par Cassie Levy, également interprète d'Elphaba, est comparée à la chanson No Good Deed.

## Adaptation cinématographique
Une adaptation de la comédie musicale par Universal Pictures est en discussion depuis 2004. En 2010, il est annoncé que de nombreux réalisateurs tels que Ryan Murphy, J. J. Abrams, James Mangold ou encore Rob Marshall ont été contactés pour prendre en main ce projet. En juillet 2012, Universal Pictures est de nouveau annoncé comme voulant produire l'adaptation, avec à la tête du projet le réalisateur Stephen Daldry et la scénariste Winnie Holzman, également auteure du livre de la comédie musicale. Universal annonce en 2016 que la sortie sur grand écran de l'adaptation de Wicked est prévue pour le 29 décembre 2019 et que Stephen Schwartz collaborera sur le projet. En mai 2017, Stephen Schwartz annonce que le film comportera deux chansons inédites. Le 31 août 2018, Universal annonce mettre la production du film en pause en raison du retard accumulé et attribue la date initialement attribuée au projet au film Cats. En février 2019, Universal annonce une sortie du film pour le 22 décembre 2021. En avril 2020, en raison de la pandémie de COVID-19, Universal annonce de nouveau mettre en pause la production du film et décale la date de sortie du film, elle attribue la date du 22 décembre 2021 pour le film Tous en scène 2. Il est annoncé le 20 octobre 2020 que la réalisateur Stephen Daldry n'est plus partie au projet en raison de problèmes d'emploi du temps.
En février 2021, Deadline annonce que le réalisateur Jon Chu devient le nouveau réalisateur de l'adaptation. En novembre 2021, il est annoncé qu'Ariana Grande et Cynthia Erivo joueront les rôles de Glinda et Elphaba et que le tournage se tournera au Royaume-Uni durant l'été 2022.
Le tournage a officiellement commencé le 7 décembre 2022 au Royaume-Uni.
Le 14 mars 2023 est annoncé une date de sortie aux Etats-Unis sur les réseaux sociaux des acteurs et d'Universal, le 27 novembre 2024.

## Différences avec le livre
| Version du roman                                                                                           | Version de la comédie musicale                                                                         |
| --- | --- |
| Toute la première partie du livre autour de l'enfance d'Elphaba est très réduite dans la comédie musicale. | |
| Glinda est très peu présente.                                                                              | Glinda est un personnage principal.                                                                    |
| Elphaba et Glinda ne se détestent pas et Glinda aide Elphaba après l'assassinat du Docteur Dillamond.      | Elphaba et Glinda se vouent une haine mutuelle et Glinda prend un malin plaisir à se moquer d'Elphaba. |
| Elphaba est incisive et sévère.                                                                            | Elphaba est gentille et incomprise.                                                                    |
| Elphaba a un fils avec Fiyero.                                                                             | Elphaba n'a pas d'enfants.                                                                             |
| Elphaba coud les ailes des singes volants.                                                                 | Les ailes des singes volants sont occultées par le Magicien.                                           |
| Elphaba décède.                                                                                            | Elphaba survit.                                                                                        |
| Nessarose naît dépourvue de bras mais a des jambes aptes.                                                  | Nessarose est en fauteuil roulant.                                                                     |
| Le père d'Elphaba et de Nessarose est un pasteur.                                                          | Le père d'Elphaba et de Nessarose est le gouverneur du pays des Munchkins.                             |
| Elphaba et Nessarose ont un frère.                                                                         | Elphaba et Nessarose n'ont pas d'autres adelphes.                                                      |
| Elphaba n'aime pas la magie et n'est pas très bonne pour s'en servir.                                      | Elphaba aime la magie et est très bonne pour s'en servir.                                              |
| Boq n'est pas amoureux de Glinda tout le long du roman.                                                    | Boq est amoureux de Glinda tout au long de la comédie musicale.                                        |
| Boq et Elphaba sont amis d'enfance et Elphaba aide Boq à rencontrer Glinda.                                | Boq et Elphaba ne se connaissent pas.                                                                  |
| Boq et Nessarose n'ont pas de relation.                                                                    | Boq et Nessarose ont une relation.                                                                     |
| Boq vit avec sa femme, Milla, et ses enfants dans une ferme le long de la route en briques jaunes.         | Boq devient l'Homme de fer-blanc.                                                                      |
| Fiyero a la peau brune avec des pierres bleues sur la peau.                                                | Fiyero n'a pas la peau d'une couleur particulière.                                                     |
| Fiyero a une femme, Sarima, et des enfants.                                                                | Fiyero n'a pas de famille.                                                                             |
| Fiyero n'a aucune relation avec Glinda.                                                                    | Fiyero sort avec Glinda et se fiance avec elle.                                                        |
| Fiyero ne devient pas l'Épouvantail.                                                                       | Fiyero devient l'Épouvantail.                                                                          |
| Fiyero est battu à mort par les suiveurs du Magicien.                                                      | Fiyero survit.                                                                                         |
| Le Docteur Dillamond est assassiné.                                                                        | Le Docteur Dillamond survit.                                                                           |
| Madame Morrible est tuée par Elphaba.                                                                      | Madame Morrible est envoyée en prison.                                                                 |
| Dorothy Gale joue un rôle important dans le roman.                                                         | Dorothy Gale est quasiment effacée de la comédie musicale.                                             |

## Différences avec le FilmWicked (film)sorti en 2024
Structure:  Le film est divisé en deux volets mais les durée des volets du film sont semblables aux temps du Musical. Ces choix artistiques permettent de développer plus l’histoire, les scènes et les personnages 
Personnages : Il y a des personnages qui ont été ajoute dans le film pour enrichir l’univers et permettre de mieux comprendre certains aspects de l’histoire tels que Miss Coddle, qui est la directrice de l’université de Shiz ou encore Dulcibear, qui est la nourrice d’Elphaba.
Flashback : Il y a également des ajouts de scènes de Flashback concernant l’enfance d’Elphaba. Là où la comédie musicale ne fait qu’évoquer ses origines (liens et conflits avec son père notamment), le film y ajoute une dimension émotionnelle et permet de mieux comprendre le personnage d’Elphaba ainsi que ses agissements.
Réorganisation des événements : Certaines événements ont été modifié pour mieux servir au film, tel que :
- La rencontre entre Elphaba et Fiyero : dans le film elle a lieu dans la foret contrairement a la comédie musicale ou elle a lieu a Shiz.

- L’apparition des parents de Glinda : Dans la comédie musicale les parents sont absents de la scène, tandis que dans le film on les voit déposer Glinda à l’université

Références au Le Magicien d'Oz et à la comédie musicale
- Une scène montre Dorothy, l’Épouvantail, le Lion et le Bûcheron marchant sur le chemin de briques jaunes.

- Les poppies, utilisées par Elphaba pour endormir les étudiants, rappellent leur rôle central dans l’histoire originale.

- On voit apparaitre  Idina Menzel et Kristin Chenoweth, interprété de Elphaba et Glinda dans la comédie musicale durant le titre « One Short Day » dans le film.

- Dans cette meme scène, on a l’occasion de voir Stephen Schwartz et Winnie Holzman, les créateurs de la comédie musicale, en caméo.

En résumé : Le film est fidèle au livre et à la comédie musicale. En plus, il apporte un souffle nouveau à cette histoire en y ajoutant des personnages, des scènes etc. Cela permet, pour les personnes n’ayant pas lu le livre ou vu la comédie musicale, de comprendre cette histoire ainsi que son univers.